# 油坊橋駅
座標: 北緯31度58分00秒 東経118度43分15秒 / 北緯31.966599度 東経118.720858度
油坊橋駅（ゆぼうきょうえき）は中華人民共和国江蘇省南京市建鄴区西善橋街道油坊社区にある、南京地下鉄の駅である。2号線とS3号線が乗り入れ、両路線の接続駅となっている。

## 駅構造
- 相対式ホーム2面2線の地下駅。
- 地下一階が改札階で地下二階にホームがある。
- 総建築面積は5686平方メートル。

## 歴史
- 2010年5月28日 - 開業[1]。

## 隣の駅
南京地下鉄
■2号線
螺塘路駅 - 油坊橋駅 - 雨潤大街駅
■S3号線
賈西駅 - 油坊橋駅 - 永初路駅